# M81-es autóút (Magyarország)
Az M81-es autóút egy tervezett magyarországi gyorsforgalmi út. A 2003-as Országos Területrendezési Terv két nyomvonalváltozatot is tartalmazott. Az egyik nyomvonal a 81-es főúttal párhuzamosan Székesfehérvár–Kisbér–Győr vonalon; míg a másik a 81-es és a 13-as főúttal párhuzamosan a Székesfehérvár–Kisbér–M1-es autópálya–Komárom vonalon haladt volna. Az Országos Területrendezési Terv 2008-as felülvizsgálata során módosításokat eszközöltek, és elvetették a nyomvonal-tervezeteket.
Ennek némileg ellentmond, hogy 2008-2009-ben megkezdték a 13-as főút Komáromot délről elkerülő szakaszának építését (131-es főút), amely részben az M81 nyomvonalán halad, bár csupán 2 × 1 sávval. Az elkerülő nyugati folytatásának építése – benne az Monostori híddal – folyamatosan csúszott. Előzetes várakozások szerint a déli szakasz 2011-es átadását követően, 2012-ben indult volna meg. 2014 februárjában az építkezés kezdetét 2016-ra tették.
2020-ban bejelentették, hogy elkezdődik az M81 tervezése, mely Komáromnál az Monostori hídnál kezdődne, és Székesfehérváron át Sárbogárdig tartana, ahol a szintén tervezés alatt álló M8-as autóúthoz csatlakozna.

## Külső hivatkozások
- Nemzeti Infrastruktúra Fejlesztő Zrt.
- Autópálya.hu
- Országos Területrendezési Terv (vati.hu)